# Chillagoe
Chillagoe är ett samhälle i Australien. Det ligger i regionen Tablelands och delstaten Queensland, omkring 1 400 kilometer nordväst om delstatshuvudstaden Brisbane. Antalet invånare är 227.
Trakten runt Chillagoe är nära nog obefolkad, med mindre än två invånare per kvadratkilometer.. 
Omgivningarna runt Chillagoe är huvudsakligen savann. Genomsnittlig årsnederbörd är 981 millimeter. Den regnigaste månaden är mars, med i genomsnitt 210 mm nederbörd, och den torraste är augusti, med 6 mm nederbörd.